# 7-es trolibusz (Budapest)
A budapesti 7-es jelzésű trolibusz (1936-tól T jelzéssel) a Bécsi úton, a Vörösvári út és az Óbudai temető között közlekedett. Ez volt a magyar főváros első trolibuszvonala (és országos viszonylatban is az elsők közé tartozik, hiszen előtte csak három rövidéletű trolibusz működött a Trianon előtti területeken). A viszonylatot a Budapest Székesfővárosi Közlekedési Rt. üzemeltette, a járműveket Óbuda kocsiszín állította ki.

## Története
1923-ban az akkor frissen megalapított BSZKRT (ejtsd: beszkárt) öt villamosviszonylat létesítésére való kötelezettséget örökölt meg, amelyből az egyiket Óbuda területén, az Óbudai zsidó temetőhöz tervezte megvalósítani. A Vörösvári út és az Óbudai temető közötti szakasz kiépítéséről szerződés is köttetett, azonban a cég ennek kivitelezését a magas költségek miatt éveken keresztül halogatni kényszerült. Ennek pótlására a Székesfővárosi Autóbuszüzem (SZAÜ) 1927. június 5-én elindította a 7-es jelzésű autóbuszjáratát.
A BSZKRT-ot azonban továbbra is szerződés kötötte az Óbudai temető villamossal történő kiszolgálásának megteremtéséről, így 1930-ban a villamosnál jóval olcsóbb közlekedési ágazat létesítését álmodta meg a cég: ekkor született meg az első budapesti trolibuszvonal terve. 1933 márciusában elfogadták a tervet, majd augusztusban megkezdődtek az építési munkálatok is. A 2,7 km hosszú vonal felavatására december 16-án került sor. Az óbudai troli – a buszjárat nyomán – a 7-es jelzést kapta. A két végállomásánál – a Vörösvári útnál és a temetőnél – egy-egy hurokforduló lett kialakítva. A vonal mentén nem alakítottak ki váltót, szakaszszigetelést, sőt külön járműtelepet sem építettek a kocsiknak: a vonalra vásárolt három trolibuszt (kettő Ganz-, és egy MÁVAG-típusú) az Óbuda villamoskocsiszínben tárolták. 1936 februárjában a viszonylat jelzése T-re módosult (ekkor kapta meg a számot a Rákóczi úton májustól közlekedő 7-es busz). 1941. szeptember 9. és október 9. között a járműveket jobb oldali közlekedésre alkalmassá alakították át (az autóbuszokhoz képest nemcsak az ajtók, de a vezetőállás másik oldalara történő átszerelését is előírták), ekkor pótlóbuszok közlekedtek a vonalon. Az óbudai troli végét egy 1944. szeptember 21-én bekövetkezett légitámadás jelentette, amelyben jelentős károkat szenvedett a vonal nagy része. Ekkor ismét autóbuszüzemet vezettek be, ami egészen karácsonyig működött, végül ez is megszűnt.
Az óbudai trolibusz elindulásának 80. évfordulója alkalmából a 2013. december 14-15-i hétvégén a 359-es pályaszámú, MAN NGE152 típusú trolibusz közlekedett a korábbi 7-es járat útvonalán, önjáró üzemmódban.